# Apollon Iosifovich Kalandiya
Apollon Iosifovich Kalandiya foi um matemático russo.

## Obras
- Mathematical methods of two-dimensional elasticity. Moscou : Mir, 1975